# فريدريش شميتز
فريدريش شميتز (بالألمانية: Friedrich Schmitz) (و. 1850 – 1895 م) هو عالم نبات، وأستاذ جامعي من الإمبراطورية الألمانية . ولد في ساربروكن .
توفي في غرايفسفالت ، عن عمر يناهز 45 عاماً.

## مناصب وهيئات
أدار جامعة بون، وجامعة غرايفسفالت.